# Moussé
Moussé (bret. Moc'heg) – miejscowość i gmina we Francji, w regionie Bretania, w departamencie Ille-et-Vilaine.
Według danych na rok 1990 gminę zamieszkiwało 137 osób, a gęstość zaludnienia wynosiła 41 osób/km² (wśród 1269 gmin Bretanii Moussé plasuje się na 1018. miejscu pod względem liczby ludności, natomiast pod względem powierzchni na miejscu 1062.).